# Joseph Wilhelm Nahlowsky
Josef Wilhelm Nahlowsky, född den 18 mars 1812 i Prag, död den 15 januari 1885 i Graz, var en österrikisk filosof och psykolog.
Nahlowsky, som var professor vid universiteten i Olmütz, Prag och, 1862-78, i Graz, tillhörde den herbartska skolan. Bland hans många skrifter märks Das Gefühhleben (1862, 3:e upplagan 1907).